# Velika nagrada Bahreina
Velika nagrada Bahreina prvi se put održala 4. travnja 2004. godine na stazi koja je jedinstvena staza u svijetu da je izgrađena u pustinji u Shakiru. Organizacija prve utrke je dobila nagradu FIA-e kao najbolje organizirani Grand Prix. Obilježja staze su ogromne izletne zone koje su kritizirane jer ne kažnjavaju vozačke greške, ali imaju svoj cilj jer je staza jedna od najsigurnijih i uz to sprječavaju nanošenje pijeska na stazu. Staza se sastoji od nekoliko dugačkih pravaca nakon kojih su spori zavoji pa je imperativ imati dobre kočnice i veliku brzinu na pravcu. U prvoj utrci je pobijedio Michael Schumacher.

## Pobjednici

### Višestruki pobjednici (vozači)
| Pobjede | Vozač            | Pobjednička godina                |
| ------- | ---------------- | --------------------------------- |
| 5       | Lewis Hamilton   | 2014., 2015., 2019., 2020., 2021. |
| 4       | Sebastian Vettel | 2012., 2013., 2017., 2018.        |
| 3       | Fernando Alonso  | 2005., 2006., 2010.               |
| 2       | Felipe Massa     | 2007., 2008.                      |
| 2       | Max Verstappen   | 2023., 2024.                      |

### Višestruki pobjednici (konstruktori)
| Pobjede | Konstruktor | Pobjednička godina                              |
| ------- | ----------- | ----------------------------------------------- |
| 7       | Ferrari     | 2004., 2007., 2008., 2010., 2017., 2018., 2022. |
| 7       | Mercedes    | 2014., 2015., 2016., 2019., 2020., 2021.        |
| 4       | Red Bull    | 2012., 2013., 2023., 2024.                      |
| 2       | Renault     | 2005., 2006.                                    |

### Pobjednici po godinama
| Godina | Vozač              | Bolid            | Lokacija     |
| ------ | ------------------ | ---------------- | ------------ |
| 2004.  | Michael Schumacher | Ferrari          | Sakhir       |
| 2005.  | Fernando Alonso    | Renault          | Sakhir       |
| 2006.  | Fernando Alonso    | Renault          | Sakhir       |
| 2007.  | Felipe Massa       | Ferrari          | Sakhir       |
| 2008.  | Felipe Massa       | Ferrari          | Sakhir       |
| 2009.  | Jenson Button      | Brawn-Mercedes   | Sakhir       |
| 2010.  | Fernando Alonso    | Ferrari          | Sakhir       |
| 2011.  | Nije održana       | Nije održana     | Nije održana |
| 2012.  | Sebastian Vettel   | Red Bull-Renault | Sakhir       |
| 2013.  | Sebastian Vettel   | Red Bull-Renault | Sakhir       |
| 2014.  | Lewis Hamilton     | Mercedes         | Sakhir       |
| 2015.  | Lewis Hamilton     | Mercedes         | Sakhir       |
| 2016.  | Nico Rosberg       | Mercedes         | Sakhir       |
| 2017.  | Sebastian Vettel   | Ferrari          | Sakhir       |
| 2018.  | Sebastian Vettel   | Ferrari          | Sakhir       |
| 2019.  | Lewis Hamilton     | Mercedes         | Sakhir       |
| 2020.  | Lewis Hamilton     | Mercedes         | Sakhir       |
| 2021.  | Lewis Hamilton     | Mercedes         | Sakhir       |